# Паушкин, Геннадий Александрович
Генна́дий Алекса́ндрович Па́ушкин (при рождении Генна́дий Фёдорович Пу́ринов; 28 февраля 1921, Казань — 15 октября 2007, там же) — русский писатель, заслуженный работник культуры РСФСР (1981), лауреат Литературной премии им.А.М.Горького "За многолетний вклад в литературу" (2001), член Союза писателей СССР с 1957 года

## Биография
Родился в Казани в Адмиралтейской слободе (ныне — Кировский район города). Дом, где родился будущий писатель, затоплен разливом Куйбышевского водохранилища.
Отца не помнил. В 1937 году был усыновлён отчимом и только после этого, сменив фамилию, смог вступить в комсомол.
В 1939 году поступил в Казанский университет на исторический факультет и в том же году прервал учёбу, пойдя добровольцем на финскую войну в пограничные войска. Всех добровольцев направили служить в пограничные войска на смену пограничникам, которых направили на Финский фронт, где шли тяжелейшие кровопролитные бои, и нужны были только опытные солдаты.
С июля 1941 года — на фронтах Великой Отечественной войны, воевал на Украине, в Кубани, на Кавказе (участвовал в обороне Сухуми, в разгроме немецкой дивизии «Эдельвейс»), в последние годы войны — старшина, начальник радиостанции РСБ-Ф роты связи 17-го пограничного Измаильского Краснознамённого полка.
После демобилизации продолжил учёбу в Казанском университете, совмещая её с работой заведующим отделом литературы и искусства в редакции «Комсомолец Татарии». В 1953—1955 годы — собственный корреспондент «Комсомольской правды» в Татарской, Чувашской и Марийской АССР.
В 1955—1968 годы работал консультантом Союза писателей Татарской АССР, редактировал альманах «Литературный Татарстан», руководил русской секцией при Союзе писателей республики, избирался членом правления, работал в «Чаяне». С 1957 года — член Союза писателей СССР.

### Семья
Отец — Фёдор Гаврилович Пуринов; мать — Александра Гавриловна Бабашкина.
По рассказам матери известно, что отец был лихим кавалеристом. По фамильным преданиям родители Александры Гавриловны не хотели выдавать её замуж за Фёдора Пуринова. Тогда Фёдор прискакал на коне, обнажил саблю и скомандовал: «Снимай иконы! Благословляй на венчание! Иначе, всех в капусту перерублю!»
Братья матери:
- Григорий Гаврилович Бабашкин, учился в Казанском пехотном юнкерском училище, затем участвовал в революционном движении; был заключён в Казанскую пересыльную тюрьму.
- Михаил Гаврилович Бабашкин, учился в Казанском пехотном юнкерском училище, в гражданскую войну сражался за белых.

Оба погибли у реки Казанки при взятии белыми Казани, будучи по разные стороны передовой.
Отчим — Александр Николаевич Паушкин, портной, закройщик военторга; принимал участие в революции в Петрограде.
Жена — Нина Александровна.

## Творчество
Первая публикация состоялась на службе в погранвойсках — стихотворение «Двадцатилетний часовой» вышло в многотиражной газете погранотряда. Во время войны печатал стихи в журнале «Пограничник» и газете «Советский воин».
Стихотворение «Тополь», опубликованное после войны в «Комсомольце Татарии», вызвало резкую критику, от которой защитил М. В. Исаковский.
Писал очерки о нефтяниках, строителях КАМАЗа, повести и рассказы о войне, лирические стихи.

### Возвращение: тетрадь, найденная в окопе
Примечательна история публикации сборника стихов в последние годы жизни Паушкина. В 1941 году он участвовал в обороне Одессы и потерял там тетрадь со своими стихами.
В 1987 году, служащий военкомата по фамилии Белоус нашёл эту тетрадь в старом окопе под Одессой и передал её в редакцию газеты «Черноморская коммуна». В тетради были 80 стихотворений и поэма, которые периодически переплетались с вырезками из фронтовых газет. Под стихами были подписи автора: сначала сержанта, а затем старшины Геннадия Паушкина. Корреспондент газеты, В. Тарновский, опубликовал статью «Хто вiн, сержант Паушкин?» 3 января 1987 года, в которой он рассказал о найденной тетради и нескольких стихотворениях, написанных Геннадием Паушкиным. Прочитав статью, Анатолий Яни, украинский журналист, поэт и литератор, связался с Геннадием Паушкиным и передал ему его рукописи.
Позднее в 2004 году, при содействии Президента Татарстана Шаймиева, был издан сборник стихов «Возвращение: тетрадь, найденная в окопе», который включил стихотворения из найденной тетради с эпиграфом:
Снова сердце к этой теме льнёт,
Освещенной черноморской прессой:
Старый поэтический блокнот
Найден был в окопах под Одессой.Анатолий Яни, 

## Награды
- медаль «За оборону Кавказа»
- Орден Красной Звезды (30.4.1945)[5]
- Орден Отечественной войны II степени (17.4.1990)[9]

## Адреса в Казани
- по 15.10.2007 — улица Адоратского, дом 15, квартира 154[4].

## Память
Все документы, кроме фамильных преданий, должны храниться в Архиве Республики Татарстан.